# Grube Blondel
Die Grube Blondel ist eine ehemalige Eisengrube im Bensberger Erzrevier in Forsbach an der Bensberger Straße am Wahlbach.

## Geschichte
Friedrich Hermanni mutete am 10. Dezember 1853 das Längenfeld Auguste auf Eisenstein. Daraufhin erhielt er am 27. Juli 1854 einen Mutschein. Die Verleihung erfolgte am 16. Juli 1855 auf Eisenstein. Am 8. März 1856 erhielt die Grube den neuen Namen Blondel. Informationen über Betriebstätigkeiten sind nicht vorhanden.